# 贡院

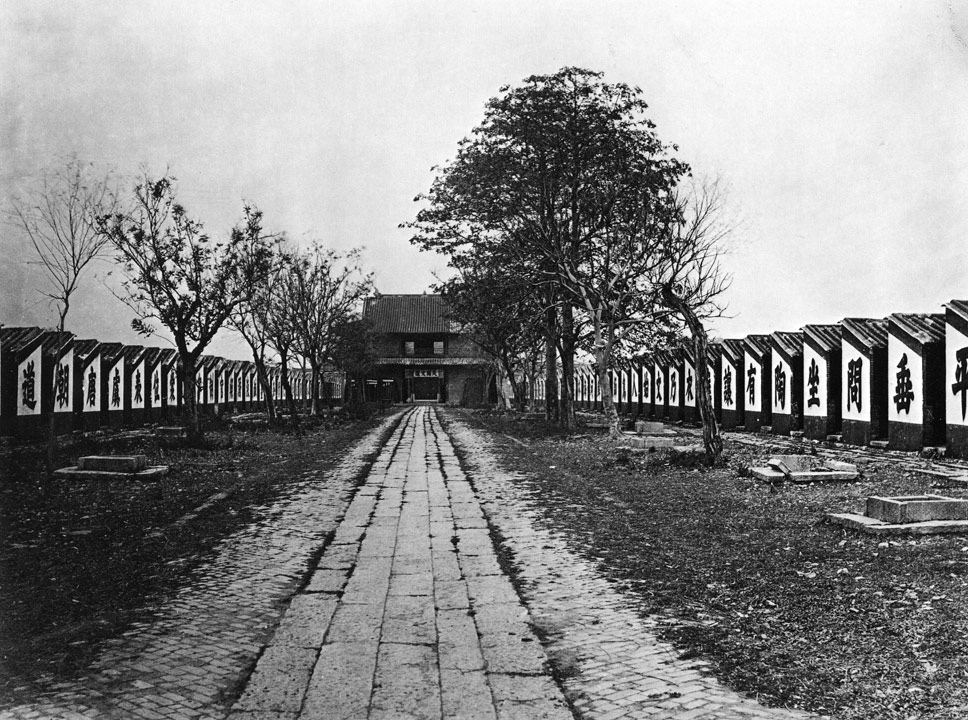
广东贡院的号舍，摄于1873年。

贡院是明清乡试的专用考场，又称贡士院、贡闱、贡场、闱场。贡院一名源于唐朝政府设置负责科举考试的机构——礼部贡院:203。“贡”的意思指的是各地秀才来此应试，就像是向皇帝贡奉名产。贡院即开科取士的地方。

## 贡院建筑
建筑主体分为号舍、外帘区、内帘区。号舍以明远楼为中心。通常贡院南部为号舍，三年使用一次。贡部北部为内外帘区，常设人员看管。此外，有些贡院设有贡举堂:206—207。
南京的江南贡院是明清规模最大的贡院，其建筑模式和规范被其他省份贡院所效法:81。

## 中国各地贡院
- 清朝全国一级行政区分为十八省。湖广分省、陕甘分省后，两湖分闱、陕甘分闱，但江南分省后，苏皖两省仍共有江南贡院，故全国有十七座贡院[2]:79—80。

- 顺天贡院
- 江南贡院
- 山西贡院
- 山东贡院
- 河南贡院
- 陕西贡院
- 甘肃贡院
- 浙江贡院
- 江西贡院
- 湖北贡院
- 湖南贡院
- 四川贡院
- 福建贡院
- 广东贡院
- 广西贡院
- 云南贡院
- 贵州贡院